# Mazda Farshad

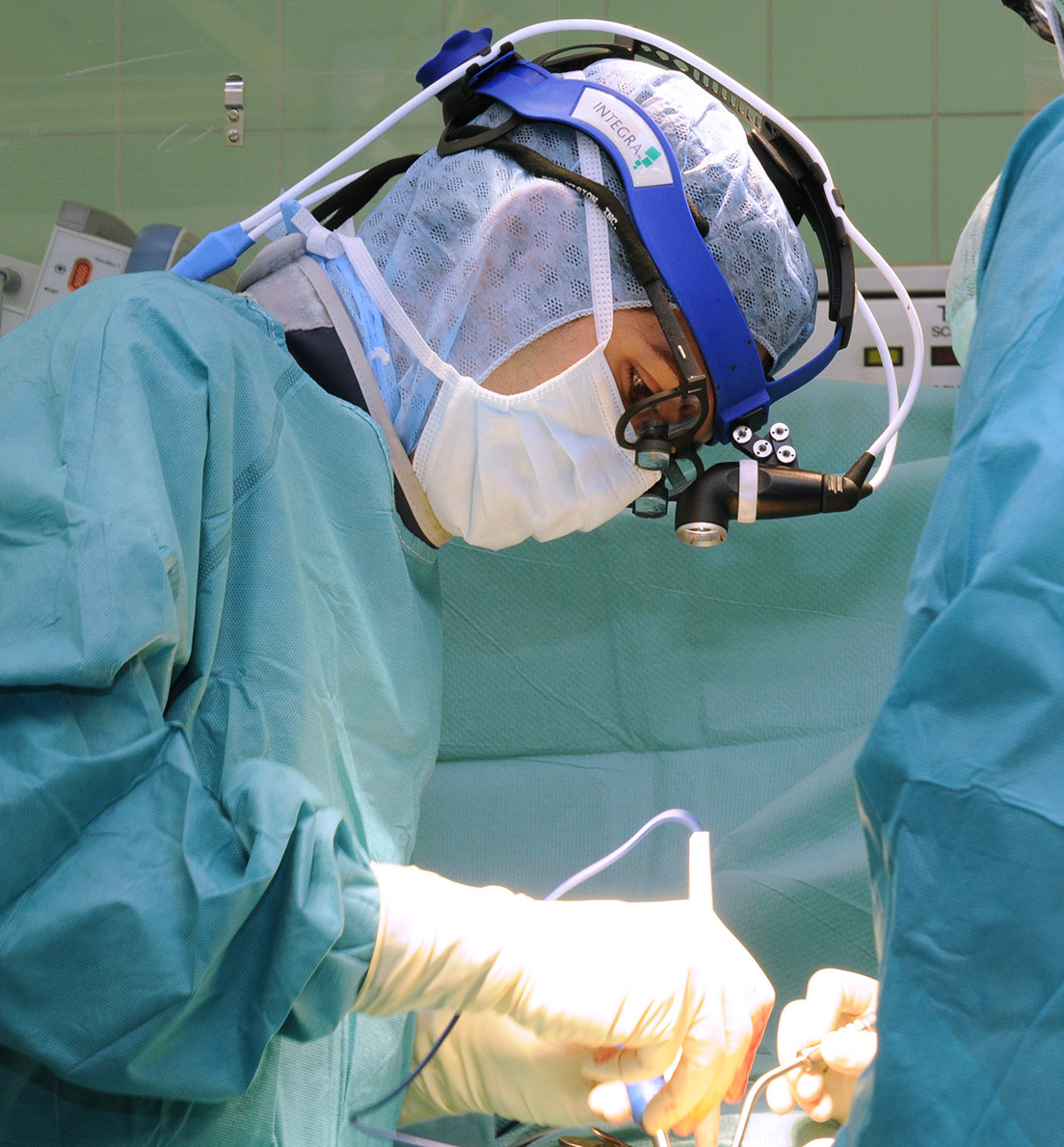
Mazda Farshad

Mazda Farshad (geb. 4. August 1982 in Teheran) ist ein Schweizer Orthopäde und Wirbelsäulenchirurg.

## Ausbildung und Karriereschritte
Mazda Farshad wuchs zunächst im Iran auf. Seine Familie zog 1985 nach Toronto, dann in die Vereinigten Staaten, wieder in den Iran und schliesslich 1990 in die Schweiz. Dort studierte er von 2001 bis 2007 Medizin an der Universität Zürich, wo er bei G. Noll 2007 über „Nitrates – a possible solution to cyclosporine induced hypertension after cardiac transplantation“  promovierte.
Die Weiterbildung zum Facharzt für Orthopädie absolvierte er als Assistenzarzt in Zürich am Stadtspital Triemli und ab 2009 an der orthopädischen Universitätsklinik Balgrist unter Christian Gerber. Daraufhin wechselte er von 2012 bis 2013 für ein Jahr nach New York, wo er zunächst als Senior Clinical Associate für orthopädische Chirurgie am Weill Cornell Medical College tätig war und sich dann am Hospital for Special Surgery in New York auf Wirbelsäulenchirurgie spezialisierte, zunächst als „Clinical Spine/Scoliosis Fellow“, später als „Chief Fellow of Spinal Surgery“. Zudem war er als „Clinical Fellow“ am Memorial Sloan Kettering Cancer Center in New York im Bereich Wirbelsäulen-Tumoren tätig.
Nach seiner Rückkehr in die Schweiz war er zunächst von 2013 bis 2014 Oberarzt in der Wirbelsäulenchirurgie am Hôpitaux Universitaires de Genève (HUG) tätig. Seine Habilitation erfolgte im April 2013  an der Universität Zürich, bevor er 2014 an die Universitätsklinik Balgrist zurückkehrte, wo er die Abteilung Wirbelsäulenchirurgie übernahm und die „Abteilung für klinische und angewandte Forschung“ (UCAR) leitete.
Darüber hinaus absolvierte er von 2009 bis 2011 ein interdisziplinäres Aufbaustudium in Public Health (Master of Public Health, M.P.H.) an der Universität Zürich, das er mit einer Masterarbeit zur Kosten-Effektivitätsanalyse der konservativen gegen die operative Therapie des vorderen Kreuzbandrisses bei T. Szucs abschloss („Reconstruction versus conservative treatment after rupture of the anterior cruciate ligament: cost effectiveness analysis“).

## Chefarzt und Ärztlicher Direktor
2017 wurde er zum Professor und Ordinarius der Orthopädie an der Universität Zürich berufen und übernahm gleichzeitig die Nachfolge seines Mentors Christian Gerber als Direktor der Orthopädie und ärztlicher Direktor der Universitätsklinik Balgrist, dies als jüngster Direktor in der Geschichte der Klinik. Er erhielt zahlreiche Preise, u. a. für die Entwicklung eines klinischen Tests zur Diagnose radikulärer Symptome der Halswirbelsäule.
Farshad gründete 2014 die Abteilung für klinische und angewandte Forschung (UCAR), 2018 das Universitäre Wirbelsäulenzentrum Zürich und 2019 das Universitäre Zentrum für Prävention- und Sportmedizin. Er ist Gründer und Hauptverantwortlicher von Surgent, einem Projekt der Hochschulmedizin Zürich mit dem Ziel der Entwicklung disruptiver chirurgischer Techniken für präzisere Operationsresultate mittels erweiterter Realität.

## Publikationen
- Mazda Farshad (Hrsg.): Lehrbuch Orthopädie, Springer-Verlag 2021